# Taylorcraft L-2

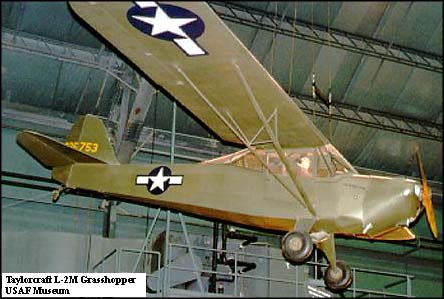
Taylorcraft L-2M au National Museum of the United States Air Force, à Dayton, dans l'Ohio.

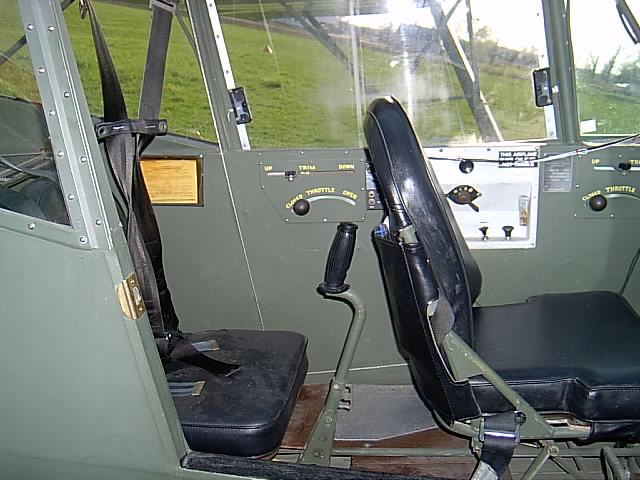
Intérieur du Taylorcraft L-2M.

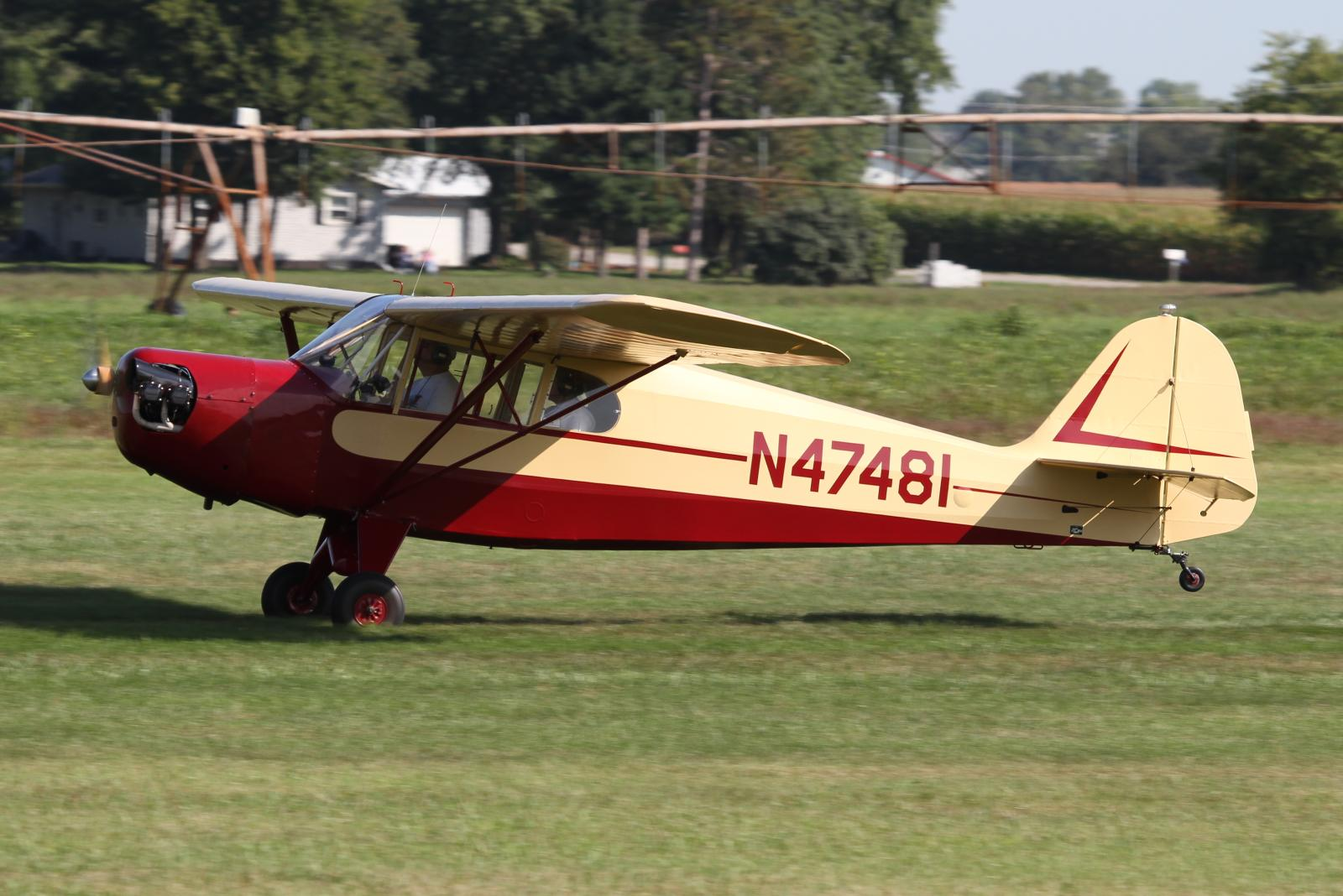
Taylorcraft DCO-65

Le Taylorcraft L-2 Grasshopper était un avion de liaison et d'observation américain, conçu et produit par la compagnie Taylorcraft Aviation (en) pour les United States Army Air Forces pendant la Seconde Guerre mondiale.
L'avion a depuis longtemps été retiré du service dans les unités militaires, mais malgré son âge avancé, sa rusticité et sa fiabilité lui ont permis de rester en état de vol, même 70 ans après sa sortie des usines. Environ 150 exemplaires convertis à la vie civile volent encore de nos jours (2018).

## Historique
En 1941, les United States Army Air Forces commandèrent la production de quatre avions avec la désignation YO-57. Dérivés du Taylorcraft Model D (de), un modèle commercial d'entraînement biplace en tandem d'avant-guerre, ils furent évalués pendant l'été 1941, au cours de manœuvres en Louisiane et au Texas pendant lesquelles ils furent utilisés dans des missions de soutien, telles le transport léger et la livraison de courrier. Le général Innis P. Swift (en), alors commandant de la 1re division de cavalerie, affubla l'avion du surnom de Grasshopper (en français : « Sauterelle ») après l'avoir vu effectuer de nombreux rebonds lors d'un atterrissage un peu raide. Cela mena à la publication d'un ordre de production pour l'appareil sous la désignation d'O-57 Grasshopper. En mars 1942, la désignation fut finalement changée en L-2 Grasshopper.
Au cours de la Seconde Guerre mondiale, les Army Air Forces commencèrent à utiliser le L-2 à peu près de la même manière que la France avait utilisé le ballon d'observation pendant la Première Guerre mondiale, utilisant l'avion pour le repérage de troupes et de concentrations de ravitaillement ennemies, puis en dirigeant les tirs d'artillerie sur elles. Il fut aussi utilisé pour d'autres types de missions, tels le transport et la liaison, ainsi que la reconnaissance aérienne à courte distance, des missions qui nécessitaient l'emploi d'un avion apte à se poser et à décoller sur de courtes distances depuis des terrains peu ou pas préparés.
Après la guerre, plusieurs L-2 furent convertis pour une utilisation civile et furent utilisés par des propriétaires et pilotes privés aux États-Unis, sous la désignation de Model DCO-65. Plusieurs de ces appareils étaient toujours en état de vol au début des années 2010. Les avions de la famille L-2 correspondent tous aux standards décrits par la classification administrative américaine Light sport aircraft (LSA), et peuvent dont être pilotés par des personnes détentrices du Sport Pilot Certificate, une licence de pilotage pour des avions assez légers rendant l'accès à l'aviation de loisirs plus abordable et accessible aux amateurs d'aviation. La version L-2M n'entre toutefois pas dans la catégorie des LSA, car sa masse dépasse de 5 livres la limite de 1 320 livres fixée par la règlementation.

## Versions
- YO-57 : Version militaire du Taylorcraft Model D. Quatre exemplaires furent produits pour subir des évaluations, dotés d'un moteur YO-170-3 de 65 ch (47,8 kW). Il fut ensuite rebaptisé O-57, puis L-2 ;
- O-57 : Version de production, avec des changements mineurs, un moteur O-170-3 de 65 ch (47,8 kW) et deux sièges en tandem. Il fut produit à 20 exemplaires, redésignés L-2 en 1942 ;
- O-57A : O-57 doté d'une cabine modifiée, de radios militaires et d'un siège pouvant être orienté vers l'arrière pour l'observateur. Il fut produit à 336 exemplaires, redésignés L-2A ;
- L-2 : Désignation de l'O-57 à partir de 1942. 50 exemplaires supplémentaires furent produits ;
- L-2A : Désignation de l'O-57A à partir de 1942. 140 exemplaires supplémentaires furent produits ;
- L-2B : L-2A recevant des modifications pour l'observation d'artillerie et un moteur Continental A65-8. Il fut produit à 490 exemplaires ;
- L-2C : Treize Taylorcraft Model DC65 avec sièges en tandem inclus dans le service de l'US Army ;
- L-2D : Un Taylorcraft Model DL65 avec sièges en tandem inclus dans le service de l'US Army ;
- L-2E : Deux Taylorcraft Model DF65 avec sièges en tandem et un moteur Franklin 4AC-176-B2 de 65 ch (47,8 kW) inclus dans le service de l'US Army ;
- L-2F : Sept Taylorcraft Model BL65 avec sièges côte-à-côte et un moteur O-145-B1 de 65 ch (47,8 kW) inclus dans le service de l'US Army. Un de ces exemplaires était initialement désigné UC-95 ;
- L-2G : Deux Taylorcraft Model BF avec sièges côte-à-côte et un moteur Franklin 4AC-150-50 de 50 ch (36,77 kW) inclus dans le service de l'US Army ;
- L-2H : Neuf Taylorcraft Model BC12-65 avec sièges côte-à-côte et un moteur Continental A65-7 de 65 ch (47,8 kW) inclus dans le service de l'US Army ;
- L-2J : Cinq Taylorcraft Model BL12-65 avec sièges côte-à-côte et un moteur O-145-B1 de 65 ch (47,8 kW) inclus dans le service de l'US Army.
- L-2K : Quatre Taylorcraft Model BL12-65 avec sièges côte-à-côte et un moteur Franklin 4AC-176-B2 de 65 ch (47,8 kW) inclus dans le service de l'US Army ;
- L-2L : Un Taylorcraft Model BF60 avec sièges côte-à-côte et un moteur Franklin 4AC-171 de 60 ch (44,12 kW) inclus dans le service de l'US Army ;
- L-2M : L-2A avec des carénages moteur plus serrés, des sièges en tandem et des spoilers. Il fut produit à 900 exemplaires[3] ;
- TG-6 : Version planeur dérivée à trois sièges du Model ST-100[3] avec une dérive à la surface agrandie, des spoilers et un train d'atterrissage simplifié. Il fut produit à 250 exemplaires ;
- LNT-1 : Version du TG-6 pour l'US Navy ;
- XLNT-2 : LNT-1 modifié pour le projet « Glomb » de l'US Navy, visant à mettre au point des bombes planantes pour attaquer les cibles à haute valeur stratégique[6] ;
- UC-95 : Un Taylorcraft Model BL65 avec sièges côte-à-côte et un moteur O-145-B1 de 65 ch (47,8 kW) inclus dans le service de l'US Army. Il fut ensuite redésigné L-2F.

## Utilisateurs
- États-Unis :
  - United States Army Air Forces.
- Haïti :
  - Forces armées d'Haïti.
- Pays-Bas :
  - Aviation militaire de l'armée royale des Indes néerlandaises : Après-guerre.

## Caractéristiques (Taylorcraft L-2A)
Données de Pilots Flight Operating Instructions, Army Model L-2, L-2A, L-2B, and L-2M Airplanes, T.O. No. 01-135DA-1, 1944 ; The Taylorcraft Story, 1993.
Caractéristiques générales
- Équipage : 2 membres : 1 pilote + 1 observateur
- Charge utile : 193 kg
- Longueur : 6,9 m[7]
- Envergure : 10,8 m[7]
- Hauteur : 2 m[7]
- Surface alaire : 16,8 m2[7]
- Profil : NACA 23012[8]
- Masse à vide : 397 kg
- Masse typique : 590 kg[9]
- Charge utile : 193 kg
- Masse maximale au décollage : 590 kg[9]
- Moteur : 1   Moteur à pistons 4 cylindres à plat refroidis par air Continental O-170-3 (en) de 65 ch (48 kW)

 Performances 
- Vitesse à ne jamais dépasser : 225 km/h
- Vitesse maximale : 148 km/h[10]
- Vitesse de croisière : 134 km/h
- Vitesse de décrochage : 69 km/h [11]
- Distance franchissable : 488 km  à 2 000 tr/min
- Plafond : 3 658 m[12]
- Vitesse ascensionnelle : 120 m/min [13]
- Charge alaire : 23,63 kg/m2
- Rapport poids-puissance : 6,11 kg/ch

Avionique

- * Radio RCA AVR-20A[14]